# Свети Атанасий (Сулдурци)
Вижте пояснителната страница за други значения на Свети Атанасий.
„Свети Атанасий“ или „Свети Атанас“ (на македонска литературна норма: „Свети Атанасиј“, „Свети Атанас“) е възрожденска православна църква в радовишкото село Сулдурци, източната част на Република Македония. Част е от Брегалнишката епархия на Македонската православна църква – Охридска архиепископия.
Църквата е манастирски храм, разположен югозападно над Сулдурци. Според надписа до входа е изградена в 1841 година.